# 女王星
女王星（1200 Imperatrix）是一颗围绕太阳公转的小行星。1931年9月14日，卡爾·威廉·萊茵姆特在德國海德堡王座山天文台（Landessternwarte Heidelberg-Königstuhl）發現 這顆小行星。
該小行星以女王的拉丁語命名。
这颗小行星的绝对星等为10.96等。